# 권응수
권응수(權應銖, 1546년~1608년)는 조선 중기의 무신으로 임진왜란 당시 여러 전투에 참여해 큰 공을 세웠다.

## 주요 전력
본관은 안동, 자는 중평(仲平), 호는 백운재(白雲齋), 시호는 충의(忠毅)로 경상북도 영천 출신이다.
1584년 별시 무과에 병과(丙科) 105위, 전체 122위로 급제해 훈련원부봉사로 임명되어 북변 수비에 종사했다.
1592년 임진왜란 발발로 경상좌도수군절도사 박홍의 휘하에 있다가 고향으로 돌아가 의병을 일으켜 영천성을 탈환하여 병마우후가 되었다. 그러나 경상좌도병마절도사 박진 등과 함께 경주성을 탈환하려다가 패배했다.
이후 문경의 당교 전투에서도 왜군을 격파하고 경상도병마절도사 겸 방어사로 특전하여 1594년 충청도방어사를 겸직했고 1597년 정유재란 당시에는 경주를 방어하였다.
전쟁 종결 후 1599년에 밀양 부사가 되었고 1604년에는 선무 공신 2등으로 화산군에 봉해졌고 도총관까지 겸하였다. 1606년 경상도 방어사, 1608년 남영장도 겸하였다.
사후 좌찬성에 추증되고 신녕의 경덕사에 배향되었다. 문집으로 《백운재실기》가 있다.

## 같이 보기
- 권응수장군유물